# Cesar Virata
Pour les articles homonymes, voir Virata.
 (août 2011).
Si vous disposez d'ouvrages ou d'articles de référence ou si vous connaissez des sites web de qualité traitant du thème abordé ici, merci de compléter l'article en donnant les références utiles à sa vérifiabilité et en les liant à la section « Notes et références ».
Cesar Enrique Aguinaldo Virata (né le 12 décembre 1930) est un homme politique philippin, Premier ministre de 1981 à 1986.